# Crossée
Crossée est un hameau de la commune d'Ouffet dans la province de Liège en Région wallonne (Belgique). 
Avant la fusion des communes, Crossée faisait déjà partie de la commune d'Ouffet.

## Situation
Ce hameau condrusien se situe au nord du village d'Ouffet à proximité de la route nationale 638 Liège-Ouffet-Méan.

## Description
Crossée se compose de deux fermes dont une date de la fin du XVIe siècle. Il s'agit d'une imposante ferme en carré construite en moellons de pierre calcaire rehaussés de grès. 
On trouve aussi à Crossée une carrière spécialisée dans les concassés de pierre calcaire. À environ 1 km au sud-est du hameau, se trouve la carrière du Troydo, une exploitation plus importante produisant du petit granit. 